# Küttigen
Küttigen est une commune suisse du canton d'Argovie, située dans le district d'Aarau.

## Histoire
S'appelait Chutingen en 1036.

## Personnalités liées à la commune
- Edmond Landolt (1846-1926), médecin ophtalmologue.

Photo aérienne (1953)